# Liste der Wappen im Bezirk Scheibbs
Diese Liste beinhaltet – geordnet nach der Verwaltungsgliederung – alle in der Wikipedia gelisteten Wappen des Bezirks Scheibbs (Niederösterreich). In dieser Liste werden die Wappen mit dem Gemeindelink angezeigt. Die Fußnoten verweisen auf die Blasonierung des entsprechenden Wappens.

## Bezirk Scheibbs

Gaming
Göstling an der Ybbs
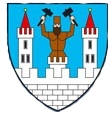
Gresten
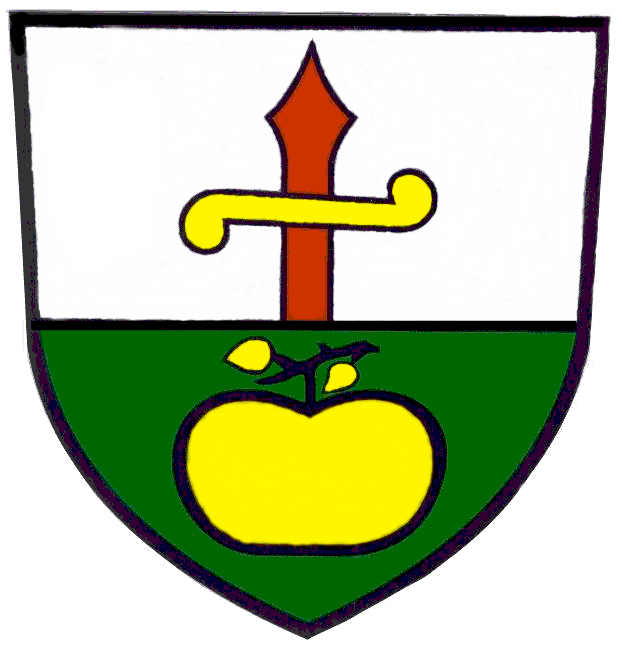
Gresten-Land
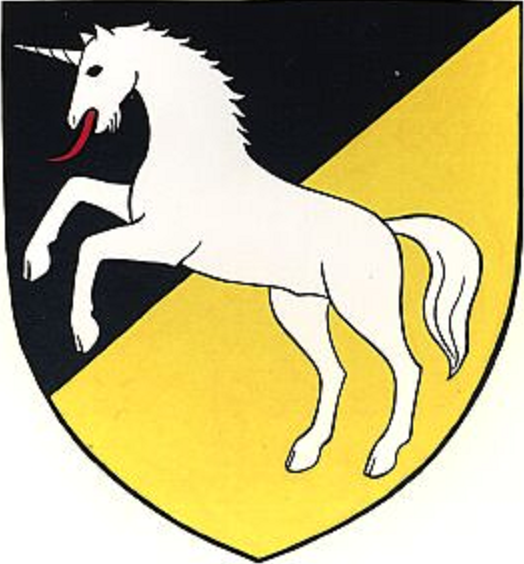
Lunz am See
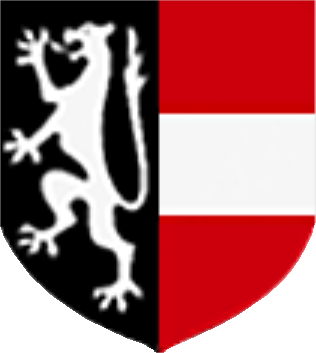
Oberndorf an der Melk
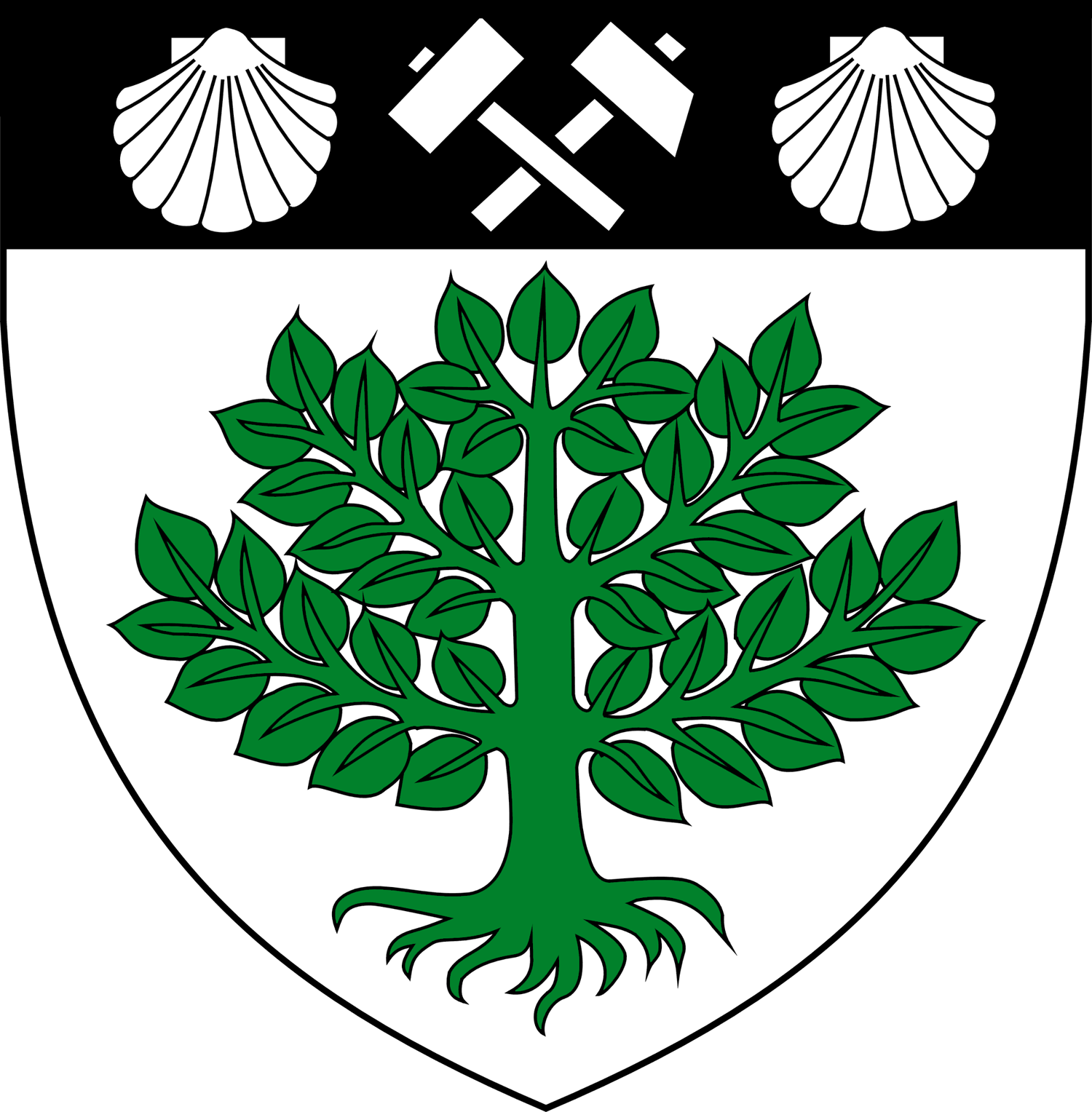
Puchenstuben
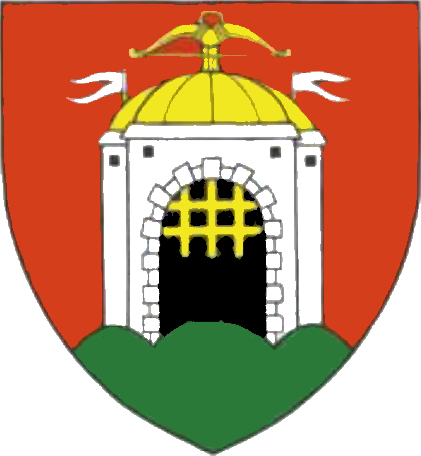
Purgstall an der Erlauf
Randegg
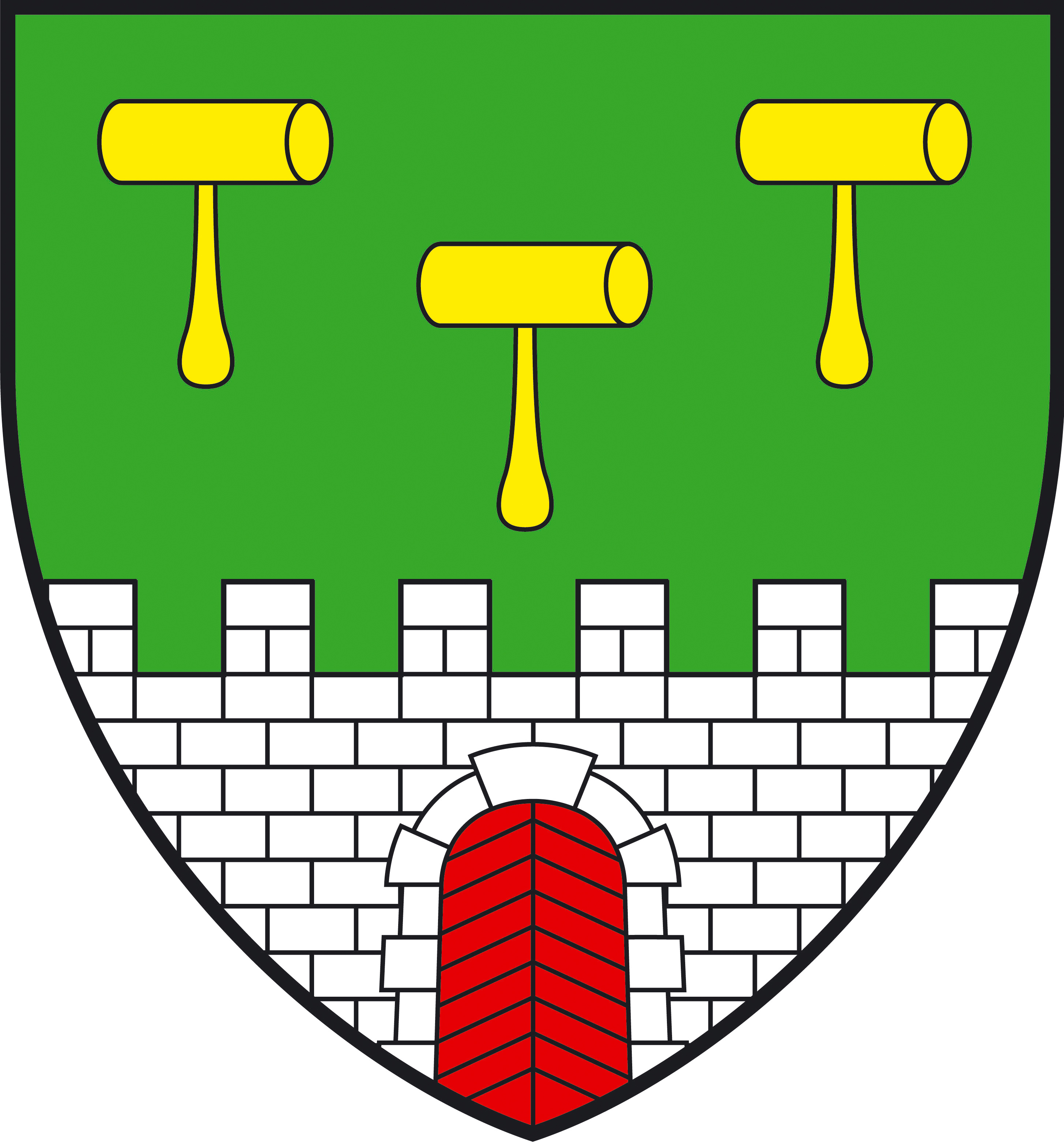
Reinsberg
Scheibbs[2]
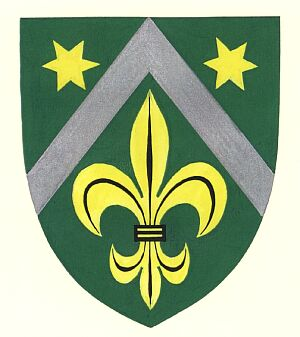
St. Anton an der Jeßnitz
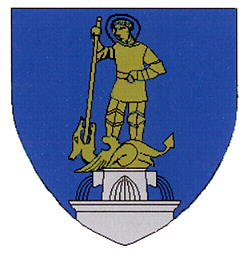
St. Georgen an der Leys
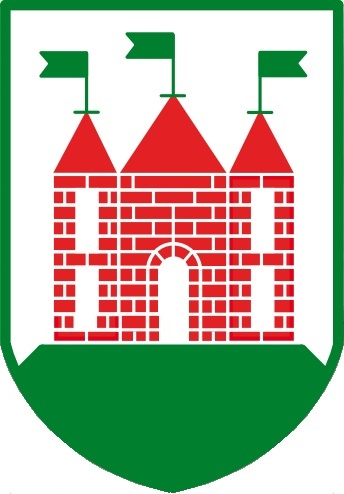
Steinakirchen am Forst
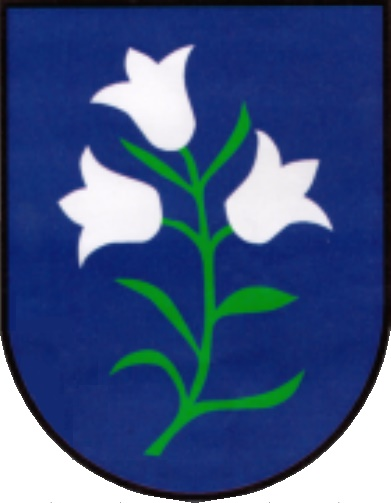
Wang
Wieselburg
Wieselburg-Land
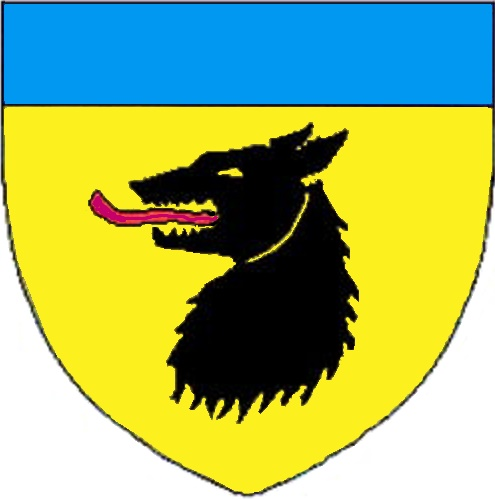
Wolfpassing

## Blasonierungen
1. ↑  Gresten-Land: In einem vom Silber in Grün geteilten Schild, oben ein aus der Schildesteilung wachsender Roter Spieß mit Goldener Parierstange, unten in Grün ein Goldener Apfel an einem Zweig mit zwei Goldenen Blättern hangend.
2. ↑  Scheibbs: Ein Schild, der Länge nach geteilt, die hintere Hälfte weiß oder silberfarbig, die vordere Hälfte schwarz. Im ganzen Schild drei runde Scheiben, im Driangel gestellt.